# Okręg Laon
Okręg Laon (fr. Arrondissement de Laon) – okręg w północno-wschodniej Francji. Populacja wynosi 166 tysięcy.

## Podział administracyjny
W skład okręgu wchodzą następujące kantony:
- Anizy-le-Château,
- Chauny,
- Coucy-le-Château-Auffrique,
- Craonne,
- Crécy-sur-Serre,
- Fère,
- Laon-Nord,
- Laon-Sud,
- Marle,
- Neufchâtel-sur-Aisne,
- Rozoy-sur-Serre,
- Sissonne,
- Tergnier.